# Імперія мурах (фільм)
«Імперія мурах» (англ. Empire of the Ants, 1977) — американський науково-фантастичний фільм жахів режисера Берта Гордона за твором «Імперія мурах» Герберта Веллса.

## Сюжет
Земельній афері Мерилін Фрайзер (Джоан Коллінз) завадив непередбачуваний випадок: токсичні відходи, що потрапили до мурашника, спричинили мутацію, перетворивши спокійних комах у велетенських лютих убивць.

## У ролях
- Джоан Коллінз — Мерилін Фрайзер
- Роберт Ленсінг — Ден Стоклі
- Джон Девід Карсон — Джо Моррісон
- Альберт Салмі — шериф Арт Кінейд
- Жаклін Скотт — Маргарет Елліс
- Памела Шуп — Корін Бредфорд
- Роберт Пайн — Ларрі Грем